# David Mitchell (lutador)
David "Daudi" Mitchell (24 de outubro de 1979,Santa Rosa, Califórnia) é um lutador profissional de MMA que atualmente compete na categoria Peso Meio Médio do Ultimate Fighting Championship.

## Carreira no MMA
Mitchell estreou no MMA profissional no dia 6 de julho de 2006 no evento Gladiator Challenge 52: Deep Impact contra o lutador John Corstorphine, e David venceu por finalização fazendo um triângulo de braço aos três minutos e trinta e três segundo do primeiro round.

### Ultimate Fighting Championship
Mitchel estreou no UFC no dia 15 de setembro de 2010 no evento UFC Fight Night 22 contra o americano Anthony Waldburger mas perdeu por decisão unânime.
Sua próxima aparição no UFC foi no evento UFC 134 no dia 27 de agosto de 2011 contra o brasileiro Paulo Thiago mas perdeu por decisão unânime.
Depois de sua segunda derrota seguida Mitchell  enfrentou Simeon Thoresen no evento UFC on Fox: Johnson vs. Dodson no dia 26 de janeiro de 2013, e venceu por decisão unânime.
Após sua no vitória sobre Simeon Thoresen, Mitchell enfrentou Mike Pierce no dia 6 de julho de 2013 no evento UFC 162 mas perdeu mas perdeu por nocaute técnico após tomar vários socos.
Mitchell lutou no UFC Fight Night: Maia vs. Shields contra o brasileiro Yan Cabral e perdeu por decisão unânime sendo dominado durante quinze minutos.

## Cartel no MMA
| Cartel no MMA   |             |            |
| 21 lutas        | 17 vitórias | 4 derrotas |
| Por nocaute     | 2           | 1          |
| Por finalização | 12          | 0          |
| Por decisão     | 3           | 3          |

| Res.    | Cartel | Oponente          | Método                           | Evento                                  | Data       | Round | Tempo | Local                  | Notas          |
| ------- | ------ | ----------------- | -------------------------------- | --------------------------------------- | ---------- | ----- | ----- | ---------------------- | -------------- |
| Vitória | 17-4   | Justin Baesman    | Finalização (mata leão)          | WSOF 16: Palhares vs. Fitch             | 13/12/2014 | 1     | 1:44  | Sacramento, California |                |
| Vitória | 16-4   | Michael Gonzalez  | Nocaute Técnico (socos)          | WFC 12: Ricetti vs. Emmett              | 15/11/2014 | 1     | 3:42  | Sacramento, California |                |
| Vitória | 15-4   | Matt Major        | Finalização (guilhotina)         | WFC 11: Mitchell vs. Major              | 13/09/2014 | 1     | 4:47  | Sacramento, California |                |
| Vitória | 14-4   | Jamie Jara        | Finalização (mata leão)          | WFC 9: Mitchell vs. Jara                | 26/04/2014 | 1     | 4:15  | Sacramento, California |                |
| Vitória | 13-4   | Fernando Gonzalez | Nocaute Técnico (socos)          | WFC 8: Avila vs. Berkovic               | 15/02/2014 | 3     | 1:45  | Sacramento, California |                |
| Derrota | 12-4   | Yan Cabral        | Decisão (unânime)                | UFC Fight Night: Maia vs. Shields       | 09/10/2013 | 3     | 5:00  | Barueri, São Paulo     |                |
| Derrota | 12–3   | Mike Pierce       | Nocaute Técnico (socos)          | UFC 162: Silva vs. Weidman              | 06/07/2013 | 2     | 2:55  | Las Vegas, Nevada      |                |
| Vitória | 12–2   | Simeon Thoresen   | Decisão (unânime)                | UFC on Fox: Johnson vs. Dodson          | 26/01/2013 | 3     | 5:00  | Chicago, Illinois      |                |
| Derrota | 11–2   | Paulo Thiago      | Decisão (unânime)                | UFC 134: Silva vs. Okami                | 27/08/2011 | 3     | 5:00  | Rio de Janeiro         |                |
| Derrota | 11–1   | TJ Waldburger     | Decisão (unânime)                | UFC Fight Night: Marquardt vs. Palhares | 15/09/2010 | 3     | 5:00  | Austin, Texas          | Estreia no UFC |
| Vitória | 11–0   | Poppies Martinez  | Finalização Técnica (triângulo)  | TPF 5: Stars and Strikes                | 09/07/2010 | 1     | 1:32  | Lemoore, California    |                |
| Vitória | 10–0   | Tim McKenzie      | Finalização (guilhotina)         | TPF 4: Cinco de Mayhem                  | 05/05/2010 | 1     | 1:10  | Lemoore, California    |                |
| Vitória | 9–0    | Bobby Green       | Finalização (chave de tornozelo) | TPF 2: Brawl in the Hall                | 03/12/2009 | 1     | 0:54  | Lemoore, California    |                |
| Vitória | 8–0    | War Machine       | Decisão (dividida)               | Tachi Palace Fights 1                   | 08/10/2009 | 3     | 5:00  | Lemoore, California    |                |
| Vitória | 7–0    | Josh Neal         | Finalização (chave de braço)     | CCFC 10: Battle for NorCal              | 21/02/2009 | 1     | 0:28  | Santa Rosa, California |                |
| Vitória | 6–0    | Jeff Morris       | Finalização (chave de braço)     | CCFC: Mayhem                            | 17/05/2008 | 1     | 1:47  | Santa Rosa, California |                |
| Vitória | 5–0    | Andy Maccarone    | Decisão (unânime)                | CCFC: Meltdown                          | 18/08/2007 | 3     | 5:00  | Yuba City, Califórnia  |                |
| Vitória | 4–0    | Drew Dimanlig     | Finalização (chave de braço)     | CCFC: Total Elimination                 | 12/05/2007 | 2     | N/A   | Santa Rosa, California |                |
| Vitória | 3–0    | Jeff Harmon       | Finalização (mata leão)          | CCFC: Throwdown at the Pavilion         | 04/11/2006 | 2     | 1:23  | Santa Rosa, California |                |
| Vitória | 2–0    | Kenneth Johnson   | Finalização (mata leão)          | Gladiator Challenge 55: Beatdown        | 14/10/2006 | 1     | 2:54  | Lakeport, California   |                |
| Vitória | 1–0    | John Corstorphine | Finalização (triângulo de braço) | Gladiator Challenge 52: Deep Impact     | 08/07/2006 | 1     | 3:30  | Lakeport, California   |                |

## Ligações Externas
- Perfil no Sherdog